# Иоанн Патмосский

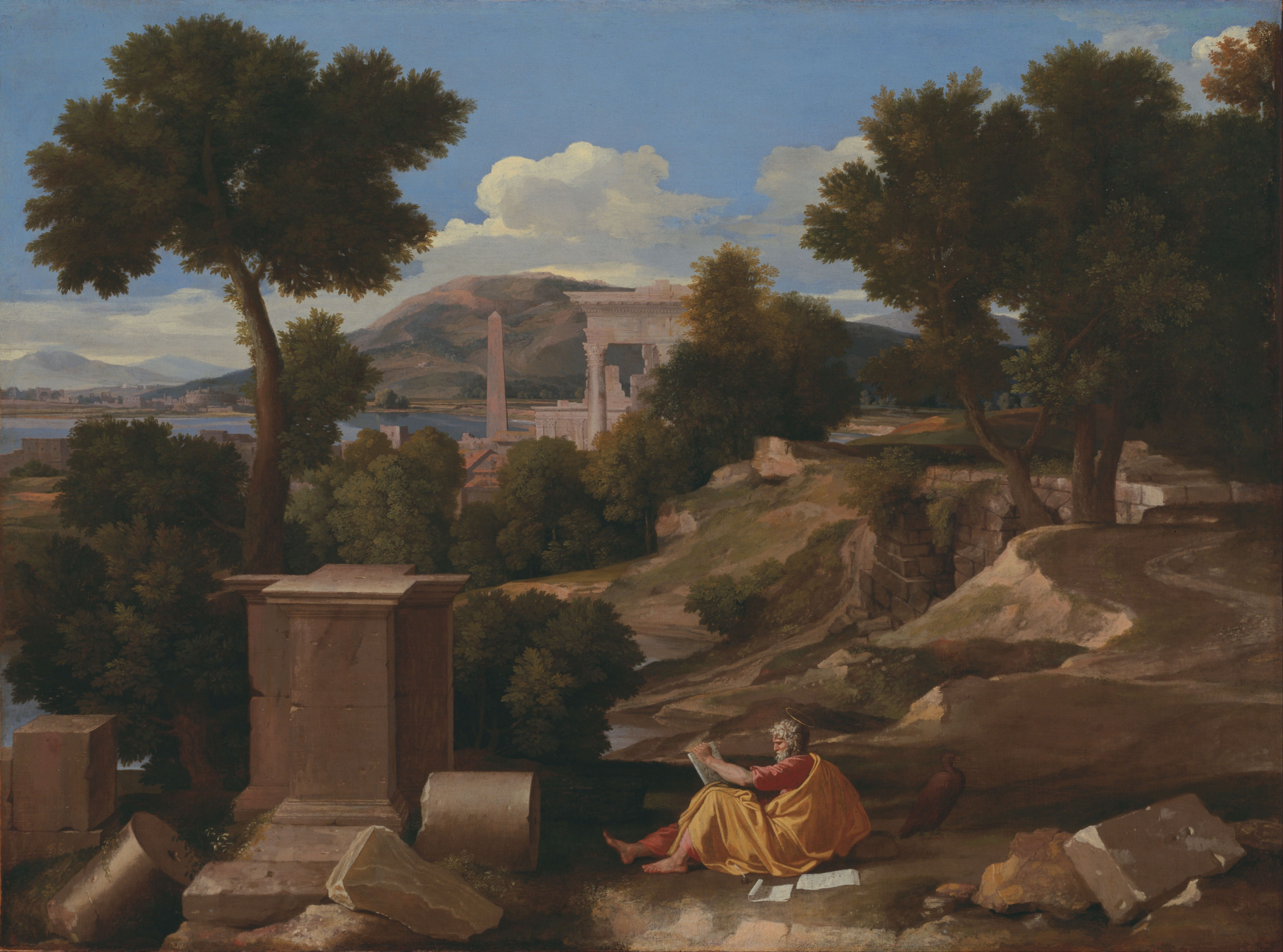
«Пейзаж со святым Иоанном на Патмосе», Никола Пуссен, 1640

Иоа́нн Па́тмосский, также называемый Иоа́нном Апокали́птиком, — традиционное имя автора Книги Откровения, последней книги христианской Библии. В Откровении 1:9 говорится, что автор Иоанн находился на Патмосе — острове в Эгейском море у побережья Римской Азии, куда, по мнению большинства библейских историков, Иоанн был сослан в результате антихристианских гонений при римском императоре Домициане.

## Отождествление с другими Иоаннами
Автор Апокалипсиса называет себя одним только именем «Иоанн».
Большинство современных библеистов считают, что Иоанн Патмосский (автор Откровения) и автор Евангелия от Иоанна — разные люди.
Традиционно считалось, что Иоанн Апокалиптик и есть апостол Иоанн (Иоанн, сын Зеведеев) — один из апостолов Иисуса, которому верующие также приписывают Евангелие от Иоанна. Однако различные раннехристианские авторы, такие как Дионисий Александрийский и Евсевий Кесарийский, отмечая различия в стиле изложения и в богословских взглядах между этим произведением и Евангелием, отвергали теорию, что оба Иоанна являются одним человеком, и выступали за исключение Книги Откровения из канона. Раннехристианский писатель Папий в своих трудах проводил различие между Иоанном Евангелистом и Иоанном Старшим, и многие библейские учёные в настоящее время утверждают, что как раз последний был автором Откровения.